# Çumra
Çumra er en by og et distrikt i provinsen Konya i det Centrale Anatolien, Tyrkiet. Ifølge en folketælling fra 2000 er populationen i distriktet på 104.576 af hvilke 42.308 bor i byen Çumra.